# Conophorus painteri
Conophorus painteri är en tvåvingeart som beskrevs av Priddy 1958. Conophorus painteri ingår i släktet Conophorus och familjen svävflugor. Inga underarter finns listade i Catalogue of Life.